# Ејми Клобушар
Ејми Џин Клобушар (енгл. Amy Jean Klobuchar; Плимут, 25. мај 1960) америчка је политичарка словеначког порекла. По професији је адвокат а од 2007. представља Минесоту у Сенату Сједњињених Америчких Држава, заједно са Марком Дејтоном. Чланица је Демократско-пољопривредне-лабуристичке странке у Минесоти а претходно је радила као адвокат у округу Хенепин. Била је кандидат за демократску номинацију за председника Сједињених Држава на изборима 2020. године.
Рођена је у Плимуту у Минесоти, а дипломирала је на Универзитету Јејл и на Правном факултету у Чикагу . Била је партнер у две адвокатске канцеларије у Минеаполису пре него што је изабрана за окружног тужиоца округа Хенепин 1998. године, чинећи је одговорном за цело кривично гоњење у најмногољуднијем округу Минесоте. Клобушар је први пут изабрана у Сенат 2006. године, поставши прва изабрана жена у Минесоти, сенаторка Сједињених Држава, а поново је изабрана 2012. и 2018. године .  2009. и 2010. године описана је као „звезда у успону“ у Демократској странци.